# Ан-Нур
Ан-Ну́р (араб. النور — Свет) — двадцать четвертая сура Корана. Сура мединская.  Состоит из 64 аятов.

## Содержание
В этой суре Аллах разъясняет необходимость очищать общество от прелюбодеяния и распространения мерзости и непристойности — на деле и в словах. В этой суре призывается к целомудрию.
Затем подчеркивается, что Аллах — Свет небес и земли. В суре поднимается вопрос о мечетях. В ней также рассказывается о деяниях неверных и состоянии тех, кто упорно отказывается поклоняться Аллаху. В конце суры разъясняется, какими должны быть нравственные качества верующих, если посланник призовёт их к борьбе за общее дело.

Вот сура, которую Мы ниспослали и сделали законом. Мы ниспослали в ней ясные знамения, чтобы вы могли помянуть назидание. ۝ Прелюбодейку и прелюбодея – каждого из них высеките сто раз. Пусть не овладевает вами жалость к ним ради религии Аллаха, если вы веруете в Аллаха и в Последний день. А свидетелями их наказания пусть будет группа верующих. ۝ Прелюбодей женится только на прелюбодейке или многобожнице, а на прелюбодейке женится только прелюбодей или многобожник. Верующим же это запрещено. ۝ Тех, которые обвинят целомудренных женщин и не приведут четырёх свидетелей, высеките восемьдесят раз и никогда не принимайте их свидетельства, ибо они являются нечестивцами, ۝ кроме тех из них, которые после этого раскаялись и стали поступать праведно. Воистину, Аллах – Прощающий, Милосердный.
— Коран 24:1—5 (Кулиев)